# USS Medusa (AR-1)
Pour les autres navires du même nom, voir USS Medusa.
L'USS Medusa (AR-1) est le premier navire de réparation de la Marine des États-Unis.